# Varroa jacobsoni
Die Art Varroa jacobsoni ist eine parasitierende Milbe aus der Familie Varroidae, die auf den Larven, den adulten Tieren und in den Nestern der Östlichen Honigbiene (Apis cerana) in Ostasien lebt und 2016 örtlich begrenzt auf die in ihren Lebensraum eingeführte Europäische Honigbiene (Apis mellifera) überging.
Die Varroa jacobsoni ist der Typus für die Gattung Varroa.

## Verwechselungen
In der Vergangenheit wurden häufig Milben irrtümlich als Varroa jacobsoni determiniert.
Besonders betraf das die weltweit invasive Art Varroamilbe (Varroa destructor), die erst seit dem Jahr 2000 als eigene Art gesehen wird.
Die zwei Arten konnten durch die DNA-Sequenzierung des Gens Cytochrom-c-Oxidase I (COX1, Untereinheit von COX) in der mitochondrialen DNA unterschieden werden.
Von der Varroa jacobsoni konnten elf Haplotypen und für die Varroa destructor sieben Haplotypen unterschieden werden.
Darum ist die Literatur zwischen 1952 und 2000 über die weltweite Ausbreitung von Varroa jacobsoni in diesem Punkte ungenau.
Erst 2016 wurden einige Stämme der Varroa jacobsoni in Papua-Neuguinea bei der erfolgreichen Anpassung auf Apis mellifera gefunden.

## Namensherkunft
Die Gattung ist nach dem römischen Gelehrten Marcus Terentius Varro (116–27 v. Chr.) benannt, der Schriften über die Landwirtschaft verfasste, lehrte und Bienen züchtete.
Der Artzusatz ist nach dem Sammler Edward Jacobson aus Semarang benannt, der sie parasitisch mit Honigbienen lebend vorfand und vier Weibchen dem zoologischen Museum in Leyden schenkte, welches sie an Oudemans zur Bestimmung gab.

## Vorkommen
Die Milbe wurde erstmals als Parasit der Unterart der Östlichen Honigbiene Apis cerana indica Fabricius, 1798 (damals genannt: Apis indica Fabricius) auf der Insel Java entdeckt. Die Erstbeschreibung erfolgte 1904.
Sie kommt im gemäßigten bis tropischen Gebiet des östlichen Asiens vor.
Im Jahr 2016 wurden einige Stämme der auf der Insel Papua-Neuguinea beheimateten Milben Varroa jacobsoni kurz nach dem erfolgreichen Übergang auf die Europäische Honigbiene Apis mellifera noch während des Stresses der Anpassungsphase gefunden. Forscher untersuchen die Mechanismen der Anpassung auf der Ebene der Gene in Echtzeit.

## Lebenszyklus und Entwicklung
Die Art ist in allen Lebensstadien ektoparasitisch und kommt niemals frei lebend, sondern ausschließlich im Inneren von Bienenstöcken der Östlichen Honigbienen vor oder auf den adulten Tieren.
Durch einen Befall wird die Wirtskolonie wenig bis kaum geschädigt.
Schädigungen in Nestern der Europäischen Honigbiene können noch nicht endgültig vorausgesagt werden, weil die Anpassung noch nicht endgültig abgeschlossen ist.